# Perpétua Almeida
Maria Perpétua de Almeida (28 de diciembre de 1964) es una política, banquera y profesora brasileña. Ha pasado su carrera política representando al estado de Acre, fue representante estatal desde 2003 hasta 2015 y desde 2019.

## Biografía
Almeida es hija de Francisco Batista de Almeida y María de Lourdes. Creció en una familia pobre de extractores de caucho y es la menor de quince hermanos. Pasó cinco años estudiando para ser monja dominica en un convento en Cruzeiro do Sul, pero luego dejó la vida religiosa por el activismo social; más tarde habría de opinar al respecto en sus redes sociales al señalar que «creo que podemos servir a Dios dondequiera que estemos».
Está casada con Edvaldo Magalhães, a quien conoció en una reunión del partido comunista en Rio Branco. Almeida y Magalhães tienen 2 hijos.  Antes de convertirse en política, Almeida trabajó como banquera y como profesora. Almeida es de ascendencia afrobrasileña.
En las elecciones generales brasileñas de 2002, Almeida fue la diputada federal más votada en el estado de Acre con 34 730 votos y su esposo fue el miembro más votado de la legislatura estatal. En las elecciones generales brasileñas de 2014, Almeida disputó el escaño en el Senado Federal, contra Gladson Cameli. Cameli obtuvo el 58 % de los votos y resultó electo, mientras que Almedia terminó en segundo lugar con el 36 % de los votos y como consecuencia no ocupó un cargo público durante los siguientes cuatro años. En las elecciones generales brasileñas de 2018, Almeida regresó a la cámara federal de diputados después de ser elegida con 18374 votos.
Junto con otros políticos en Acre, Almeida y su esposo han hecho campaña por el acceso al agua potable y los derechos indígenas, así como los derechos territoriales de la tribu Puyanawa.